# Ñorquincó (Río Negro)
Ñorquincó is een plaats in het Argentijnse bestuurlijke gebied Ñorquincó in de provincie Río Negro. De plaats telt 443 inwoners.